# كنيسة سانتا ماريا ماجيوري
كنيسة القديسة مريم الكبرى البابوية  (بالإيطالية: Basilica Papale di Santa Maria Maggiore)‏ هي البازيليك الكاثوليكي المريمي الروماني في روما. هي واحدة من أربع كاتدرائيات بابوية في المدينة تعتبر من أملاك الفاتيكان وتسمى «الكنائس الكبرى»، ويشرف على إدارتها البابا. دعيت الكنيسة خلال تاريخها بعدد من الأسماء وتم ترميمها والإضافة إليها بين القرن الرابع والقرن الثامن عشر عددًا كبيرًا من المرات، وهو تعتبر مدرجة على لائحة التراث العالمي التابع لليونيسكو. تقع الكنيسة على مقربة من تل اللاترانو فوق التلة المعروفة باسم تلة الإسكويلينو تاريخيًا؛ تعتبر الكنيسة أقدم كنيسة رومانية مشيدة على اسم مريم العذراء وتسمى أيضًا «كنيسة سيدة الثلوج» و«بازليك ليبريوس» نسبة إلى البابا الذي قام ببنائها في أعقاب مجمع أفسس. ولعلّ أشد ما يميز هذه الكنيسة عن سائر الكنيسة، كون بنيتها التاريخية مربعة الشكل تقسم إلى ثلاثة تقاطيع، كذلك تتميز بكون ذهبها مرصع بالذهب الإمريكي الذي حمل إلى روما في أعقاب اكتشاف القارة.

## التاريخ
عرفت الكنيسة في بداية إنشائها باسم الكنيسة الليبرية لأنها بنيت خلال حبرية البابا ليبيريوس (382 - 366) والذي أصدر مرسومًا ببنائها في القرن الرابع، ثم أعاد البابا سيكتوس الثالث (432 - 440) بإعادة بنائها بالكامل ونصب قوس نصر داخلها تذكارًا لمجمع أفسس المنعقد عام 431 والذي أعلنت فيه عقيدة «ثيوتوكس» رسميًا ردًا على نسطور، وأسماها على اسم مريم العذراء، فكانت بذلك الكنيسة الأولى في روما المشيدة على اسم مريم.
ظل البناء على ما هو عليه حتى أضاف البابا غريغوري الحادي عشر (1370 - 1378) أبراج الكنيسة التي هي ذات أعلى أبراج في روما، ثم قام سيكتوس الخامس و بولس الخامس بإضافة المصليات الصغيرة على جانبي الرواق الرئيسي، ولهذا السبب أصبحت تعرف باسم «المصليات السكستينية» و«المصليات البولسية». أما واجهة الكنيسة فقد أعيد تصميمها في القرن الثامن عشر على يد المهندس فيوغا بأمر من البابا بندكت الرابع عشر، وفي القسم العلوي من الواجهة وضعت جداريات وأعمال موزاييك ترقى إلى القرن الثالث عشر.

## محتويات الكنيسة
طول رواق الكنيسة 92 مترًا موزعة على جانبيه المصليات الجانبية، ويقابل المذبح البابوي في صدر الكنيسة وفق التقطيع التقليدي للكنائس. على الجدران هناك سلسلتان من الزخارف والجداريات تظهر العلوية يسوع مباركًا والعذراء مع كوكبة من القديسين والملائكة والإنجيليين الأربعة، أما السلسلة السفلية تظهر البابا ليبريوس باني الكنيسة وعددًا من الاحداث التاريخية ذات العلاقة ببناء الكنيسة على مراحل مختلفة.
يحوي الرواق على مجموعة من الأعمدة مكونة من قطعة واحدة تعلوها تيجان ذات طراز أيوني، أما سقف الكنيسة فهو منسوب إلى المهندس جوليانو دا سانغالو، وهو مؤلف من مائة وخمس قطع خشبية تنقسم إلى خمسة أرتال ومغشاة بالذهب الخالص، وبحسب التقاليد فإن الذهب الذي غشيت به هو من أول ذهب تم جلبه من العالم الجديد بعد اكتشافه. على يسار باب الكنيسة ضريح البابا نيكولا الرابع (1288 - 1292) من صنع دومنيكو فونتانا وليوناردو دا سارزاتا ويقع قبالته ضريح البابا كليمنت التاسع (1667 - 1669) من صنع كارلو رينادلدي ودومنيكو غيدي. وإلى القرب من المذبح البابوي هناك «محراب المهد» وبجانبه يقوم نصبان تذكاريان للبابا سكتوس الخامس (1585 - 1590) والقديس بيوس الخامس (1566 - 1572)، ويقع بالقرب من المصليات السيستينية. أما المصليات البولسية فهي من بناء المهندس فلافينو بونزيو وتضم ضريح البابا كليمنت الثامن (1592 - 1605)، وبولس الخامس (1605 - 1621)، ويحوي عددًا ضخمًا من الجدرايات من رسم عدد من الفنانين وأهم ما فيها رسم «للعذراء سيدة روما» يظهر «ما يكنه لها شعب روما من تبجيل»، وتعود للقرن التاسع. وبالقرب من المصليات البولسية هناك ضريح متواضع لفنان عصر النهضة جان لورينزو برنيني وقد دفن فيا لكون ابنه لورنزو الذي كاهنًا للكنيسة حينها.
على جدران صحن الكنيسة توجد 27 جدارية من عهد سكيتوس الثالث، اثنا عشر منها على الجدار الأيسر وخمسة عشر على الجدار الأيمن، الجداريات من ناحية اليمين تظهر موسى ويشوع بينما تعرض جداريات أخرى مقاطع عن حياة يسوع فتظهر البشارة بمولده وزيارته للهيكل ومقتل أطفال بيت لحم والهروب إلى مصر، أما أكبر جدارية والتي تقع أعلى القنطرة في صحن الكنيسة فهي جدارية «انتصار مريم» من صنع جاكوبو توريتي وتظهر فيها مريم جالسة على العرش بينما يقوم يسوع بتتويجها، وعلى جانبي العرش ثمانية عشر ملاكًا. تم رسم هذه الجدارية بأمر من البابا نيكولا الرابع (1288 - 1292) ويظهر فيها شخصه في القسم السفلي من الجدارية. داخل القنطرة هناك نقوش نافرة تظهر انتقال العذراء وتجلي يسوع وميلاده منع جيتو ديل ريامي من القرن الخامس عشر. في الرواق الأيمن يوجد مصلى العماد من صنع فلافينو بونزو عام 1605 وقد وضع جرن العماد الرخامي من صنع فالاديير فيه عام 1825. وقد دفن فيها البابا فرنسيس في عام 2025. 

## ساحة الكنيسة
ينتصب في الساحة أمام الكنيسة عمود طويل من المرمر هو الوحيد الباقي من أصل ثمانية كانت تزين الكنيسة القديمة، وقد وضع في مكانه عام 1614. ويعلوه تمثال لمريم تحمل الطفل، وهو مصنوع من البرونز ومن تصميم غليوم بيرتلوت، وفي أسفله نافورة من نبع مياه جوفية في المكان.